# Hollman Morris
Hollman Felipe Morris Rincón (Bogotá, 17 de agosto de 1968) é um jornalista, produtor, diretor de televisão, escritor e político colombiano. Ele foi candidato a prefeito de Bogotá pelo movimento Colômbia Humana nas eleições locais de Bogotá de 2019.

## Biografia
Hollman Felipe Morris Rincón nasceu em Bogotá em 17 de agosto de 1969.1 Ele estudou comunicação social na Pontificia Universidad Javeriana em sua cidade natal.

### Estudos
- Pontificia Universidad Javeriana comunicadora social - jornalista

- 2009 Ocheberg do Dart Center for Journalism and Trauma. estudioso

- 2010-2011 Harvard University Nieman Fellow (John S. e James L. Knight Foundation Latin America Fellow)

- 2011-2012 National Endowment for Democracy Foundation (NED) com sede em Washington (EUA) bolsista Reagan-Fascell

## Trajetória profissional
Iniciou sua carreira na televisão nos telejornais AM-PM, Noticiero Nacional e RCN. Em seguida, ele se aventurou no jornal El Espectador como editor e lá fundou a seção Peace. Em sua função de produtor e diretor de televisão, realizou programas como Bitácora e Contravía, programa que foi ao ar em 2003 graças ao fato de ter ganho uma convocação com o programa "Andino para la Democracia y los Derechos Humanos" , com o intuito de promover e resgatar o cultura para os direitos humanos. É também diretor da Morris Producciones, produtora que fundou com seu irmão mais jovem, Juan Pablo Morris. 
Em 2011 obteve o "Internationaler Nürnberger Menschenrechtspreis" na cidade de Nuremberg, Alemanha, por seu trabalho em defesa dos Direitos Humanos na Colômbia. Este reconhecimento é dado a pessoas que desenvolveram uma atividade notável em defesa dos Direitos Humanos em diferentes partes do mundo, particularmente cidadãos de países onde lutar por esses direitos significa correr riscos, represálias e perseguições políticas.

### Gerente de Canal Capital
Em 2012 Morris foi nomeado gerente do Canal Capital pelo então prefeito de Bogotá, Gustavo Petro, esta posição apesar de sua posição política posicionou o canal de televisão distrital com uma programação diversificada com conteúdo cultural, de opinião e entretenimento. Ele tomou posse em 24 de fevereiro de 2012 e permaneceu no cargo até 24 de outubro de 2014, data em que renunciou para ser candidato nas eleições locais de 2015 em Bogotá. 
Morris assumiu a gestão do canal defendendo a missão de tornar a televisão inclusiva e a favor dos direitos Humanos,  sob sua gestão o canal assumiu o lema “Televisão mais humana”; 
Uma das primeiras polêmicas de sua gestão foi desencadeada em abril de 2012 por supostas irregularidades na aquisição pelo Canal Capital dos direitos de transmissão do show de Paul McCartney realizado naquele mês em Bogotá. A Controladoria da cidade denunciou que na referida aquisição houve um prejuízo patrimonial de mais de 150 milhões de pesos; No entanto, em 2013, o Ministério Público de Bogotá absolveu Morris ao determinar que nenhuma culpa foi cometida.
Hollman construiu um esquema operacional de sucesso para um canal regional, e Os índices de audiência triplicaram durante sua gestão, a tal ponto que o esquema de desenvolvimento de séries, novelas e conteúdos próprios transmídia foram o ponto de partida para o renascimento da televisão regional na Colômbia (exemplo que Telecaribe, Canal Tro, Teleantioquia, entre outros).

## Carreira política

### Conselho de Bogotá
Morris, após a sua gestão de mais de dois anos no Canal Capital, renunciou à gestão deste meio de comunicação em outubro de 2014 para se candidatar às eleições distritais do ano seguinte, para as quais, apesar de não ter experiência eleitoral anterior, foi eleito com um dos maiores votos, 25.517 votos,pelo Movimento Progressista. No Conselho de Bogotá denunciou a ilegalidade do metrô elevado, esclarecendo aos cidadãos que o governo de Enrique Peñalosa tinha modificou o objeto do convênio de 1880 entre a prefeitura de Bogotá e a Fazenda Nacional de Desenvolvimento, que se destinava à construção do metrô subterrâneo e acabou sendo utilizado para refazer os estudos do metrô elevado, cuja existência ainda não é relatada hoje. 

### Candidatura a prefeito de Bogotá
Em outubro de 2018 Hollman anunciou sua candidatura a prefeito de Bogotá, promovendo uma consulta interpartidária com outras forças relacionadas com seu projeto político, convidando Claudia López, Antonio Navarro e quem definir o partido liderado por Jorge Enrique Robledo. O Mobilidade é a agenda central do candidato Morris, expressando a necessidade de Bogotá dar o passo para se tornar uma cidade de primeiro mundo no calor da construção do metrô, trens urbanos e bondes.

### Ameaças
Seu trabalho e posições polêmicas o tornaram alvo de múltiplas ameaças contra sua vida. A primeira partiu do líder paramilitar Carlos Castaño no final da década de 1990 e obrigou-o ao exílio na Espanha até 2003, quando decidiu retornar ao país. Durante o governo de Álvaro Uribe, Morris foi acusado pelo governo nacional de ter vínculos com as FARC. Além disso, Morris recebeu ameaças de morte e foi vítima de interceptações ilegais do Departamento Administrativo de Segurança (DAS). Consequentemente, foi para o exílio para os Estados Unidos, onde residiu até 2012, quando retornou ao país para assumir a Gestão do Canal da Capital durante o prefeito de Gustavo Petro.

## Trabalhos
Em 2002 publicou seu primeiro livro denominado "Operação Baleia Azul" que trata do furto de armas do Cantão Norte das Forças Armadas Colombianas pelo M-19 em 1979. Em 2011 lançou o documentário "Impunidade", do qual co-dirigiu ao cineasta Juan José Lozano e que critica a impunidade gerada no processo de desmobilização de paramilitares na Colômbia por meio da Lei de Justiça e Paz promovida pelo ex-presidente Álvaro Uribe.

## Prêmios e reconhecimentos
Ao longo de sua carreira, ele recebeu diversos reconhecimentos: 
- Prêmio Simón Bolívar de Jornalismo de 2004,

- 2012 Prêmio India Catalina

- 2004 e 2011 de Melhor Programa Jornalístico e / ou de Opinião para Contravía.

- Prêmio Anual de Defesa dos Direitos Humanos de 2007 da Human Rights Watch.